# Литл-Форк
Литл-Форк (англ. Little Fork River, фр. Rivière Petite Fourche; оджибве: Baaganowe-ziibi) — река длиной 257 км в Северной Америке. Площадь бассейна составляет 4773 км², он находится в округах Сент-Луис и Кучичинг штата Миннесота. На реке находятся города Кук и Литлфорк. Уровень воды в Литл-Форк достигает максимума в конце апреля, падает в летнее время.
Литл-Форк находится в водосборном бассейне реки Рейни-Ривер и является одним из её притоков. Исток реки находится в болотах озера Лост-Лейк в 3 км от самого озера и в 15 км от города Тауэр. Литл-Форк впадает в Рейни-Ривер в 15 км от города Интернашенал-Фолс.
Большая часть долины реки Литл-Форк является равнинной, так как ранее на её месте находилось ледниковое озеро Агассис. В силу озёрного происхождения большая часть долины имеет залежи торфа. Около 46,5 % бассейна реки составляет болотистая местность, 45,8 % — леса. Он расположен в экорегионах Северные озёра и лес и Болота северной Миннесоты. В него входят около 125 естественных озёр, площадью более 16 км². Основными видами землепользования являются лесное хозяйство и туризм, сельское хозяйство практически не развито. В долине водятся волки, рыси, бобры, выдры, орланы, скопы, лоси, чёрные медведи, белохвостый олени, утки и куропатки. Среди рыбы есть судак, северная щука, осётр, щука-маскинонг, малоротый окунь.